# Fekete János (író, 1928–2013)
Fekete János (Budapest, 1928. március 4. – 2013. április 21.) író. Felesége Fekete Jánosné Szekfű Katalin (1930), két fiuk született.
Narkológusokként főleg az alkoholellenes klubmozgalomban vett részt a feleségével együtt, majd a Józan Élet Egészség- és Családvédő Országos Szövetségben a gyógyulni, szabadulni próbáló alkoholistáknak segítettek.

## Regényei
- Meduzák (Magvető, Budapest, 1972)
- Tükrök (Magvető, Budapest, 1982)
- Marvin (Amana, Budapest, 1991)
- Shalom, Barátaim! (gyűjteményes kötet, Havilah, Győr, 2008)